# The Death of Anna Karina
The Death of Anna Karina sono un gruppo musicale screamo italiano, attivo dal 2002.

## Storia
La band nasce nel 1999 con il nome Inedia, con cui nel 2001 pubblica una demo dal titolo Vedermi bruciare. Cambiò nome l'anno successivo, dopo l'ingresso nel gruppo del cantante Giulio, il bassista Luca e il batterista Adriano, prendendo il titolo dell'album d'esordio pubblicato nel 2001 dalla Heroine records e prodotto da Giulio Favero. Le influenze del disco d'esordio spaziano dai Refused agli Orchid passando da JR Ewing ai Swing Kids.
A fine 2002 entra nel gruppo anche il tastierista e chitarrista Rocco Rampino, che aggiunge alle influenze già presenti anche The Blood Brothers e Arab on Radar. Nel 2003 realizzano uno split 7" con la screamo band francese The Flying Worker. Nel 2006 pubblicano il loro secondo album New Liberalistic Pleasures per la Unhip Records.
Nel 2011 con l'album Lacrima/Pantera passano al cantato in italiano.

## Discografia

### Album in studio
- 2002 – The Death of Anna Karina
- 2006 – New Liberalistic Pleasures
- 2011 – Lacrima/Pantera

### Split
- 2004 – The Death of Anna Karina/The FlyingWorker! (con i The Flying Worker)
- 2013 – Chambers/The Death of Anna Karina (con i Chambers)